# Тврђава Крн
Тврђава Крн је средњовековна бугарска тврђава која се налази северно од данашњег града Крна, општина Казанлак.
Налази се на источном стеновитом брду на почетку уске клисуре назване "Калето". Вероватно су током антике тврђава и насеље носили назив Мезидеве.  Тврђава се спомиње у Дубровачкој повељи.

## Види jош
- Анево кале